# بيدرو مونيوز (سيوداد ريال)
بلدية بيدرو مونيوز (بالإسبانية: Pedro Muñoz)‏، هي إحدى بلديات مقاطعة سيوداد ريال إحدى مقاطعات إسبانيا، والتي تقع في منطقة قشتالة لا منتشا وسط إسبانيا.
يبلغ عدد سكانها 8.595 نسمة وفقاً لإحصائية سنة (2008).

## أعلام
- خواندي راموس